# Пивоваров, Зяма Романович
Зяма Романович (Залман Рувимович) Пивоваров (5 июня 1910, Костюковичи, Могилёвской губернии — 29 октября 1937, Минск) — белорусский поэт и переводчик.

## Биография
Родился в семье рабочего-шаповала. В 1918 году отец З. Пивоварова погиб на гражданской войне, и осенью того же года Зяма вместе с матерью и сестрой перебрался в Чериков, где до 1924 года жил у деда. После окончания чериковской школы-семилетки учился в Мстиславском педтехникуме. Во время обучения участвовал в работе литературной студии при оршанском филиале объединения «Молодняк».
Стихи на белорусском языке начал публиковать в 1925 году, будучи пионером. Публиковался в ленинградских журналах и белорусских альманахах. В 1929 году переехал в Ленинград, работал кочегаром. Вернулся в БССР в 1931 году, по рекомендации поэта Николая Асеева поступил на литературный факультет Минского педагогического института (закончил в 1934). В 1934—1936 годах работал в газете «Чырвоная змена», заведовал её литературным отделом.
Автор сборника стихов «Лірыка двух нараджэнняў» («Лирика двух рождений», 1934). Переводил на белорусский язык стихи А. С. Пушкина, Зелика Аксельрода, выступал как кинокритик и театральный рецензент.
13 ноября 1936 года Пивоваров был арестован органами НКВД. Был приговорён к расстрелу (реабилитирован в 1958 году). В ночь с 28 на 29 октября 1937 года в Минске были расстреляны 22 белорусских и еврейских писателей Беларуси. Место захоронения неизвестно.
В 1934 году женился на студентке Лилии Персиной, в мае 1937 года — уже после ареста З. Пивоварова — у них родился сын Роман (умер в 2019 году).